# Physematium obtusum
Physematium obtusum là một loài dương xỉ trong họ Woodsiaceae. Loài này được Hook. mô tả khoa học đầu tiên năm 1840.
Danh pháp khoa học của loài này chưa được làm sáng tỏ. 